# Anton Franzot
Anton »Tone« Franzot, slovenski hokejist, * 1915,  Ljubljana, † 1999.
Franzot je bil dolgoletni član kluba SK Ilirija. Kot športnik je bil aktiven od leta 1920, naprej kot drsalec, nato kot hokejist. Na stoštiriintridesetih tekmah je vodil jugoslovansko reprezentanco kot zvezni kapetan. Kasneje je bil predsednik Tekmovalne komisije pri Hokejski zvezi Jugoslavije in sekretar Hokejske zveze Slovenije. Leta 1990 je prejel Bloudkovo nagrado za »dolgoletno aktivno delovanje v hokeju na ledu«.